# Thomas Beatie
Thomas Beatie, né le 20 janvier 1974 à Honolulu, est un militant américain des droits des personnes trans, et plus particulièrement un défenseur du droit, pour les hommes trans, de porter leur enfant.

## Biographie
Assigné femme à la naissance, il est devenu légalement un homme en 2002 à la suite d'injections de testostérone, Thomas Beatie est connu et reconnu dans les médias pour avoir mené la grossesse de trois de ses quatre enfants,.
Alors que la femme avec laquelle il était marié depuis 10 ans était stérile, Thomas Beatie, puisqu'il avait conservé ses organes sexuels internes et externes féminins, a pu bénéficier d'une insémination artificielle afin de concevoir les enfants du couple, après avoir temporairement stoppé son traitement hormonal.
Il donne d'abord naissance, le 29 juin 2008, à une fille prénommée Susan Juliette puis, le 9 juin 2009, à un garçon prénommé Austin Alexander. Enfin, le 25 juillet 2010, il donne le jour à un second garçon, prénommé Jensen James.
En 2015, Jan Caplin, un acteur et réalisateur français, écrit et réalise le court-métrage Hippocampe, librement inspiré du combat de Thomas Beatie et de sa femme pour avoir un enfant. Le court-métrage a été soutenu et accompagné par la ville de Bordeaux, le département de la Gironde et la région Aquitaine. À ce jour[Quand ?], il est toujours en lice dans des festivals nationaux après plusieurs sélections (Festival international de Contis, Festival Sur les pas de mon Oncle de Saint-Maur, etc.),.
Il a participé, du 26 août 2016 au 18 novembre 2016, à la dixième saison de l'émission de téléréalité Secret Story en France, avec pour secret « Je suis le premier homme enceint au monde ». Ce secret, considéré comme « le plus gros de l'histoire de Secret Story »[Selon qui ?], lui a valu d'être largement soutenu par le public[réf. souhaitée], grâce auquel il a accédé à la finale et terminé en seconde position. Cette performance lui a elle-même valu le surnom de « Catapulte Man » dans le programme, du fait que plusieurs candidats aient été éliminé lors de nominations les opposant à lui[réf. souhaitée].